# Teilnehmer der MOSAiC-Expedition
An der internationalen MOSAiC-Expedition 2019/2020 beteiligen sich 82 Forschungsinstitute und Staatsunternehmen aus 20 Ländern aus allen anrainenden Kontinenten. Das Alfred-Wegener-Institut mit seinem Eisbrecher Polarstern initiierte und koordiniert die Kampagne.

## Beteiligte Institutionen
D-A-CH-Länder
- Deutschland
  - Alfred-Wegener-Institut, Christian-Albrechts-Universität zu Kiel, Deutsches Zentrum für Luft- und Raumfahrt, Deutscher Wetterdienst, Helmholtz-Zentrum für Ozeanforschung Kiel, Helmholtz-Zentrum Potsdam – Deutsches GeoForschungsZentrum, Leibniz-Institut für Ostseeforschung, Universität Leipzig, Technische Universität Braunschweig, Universität Trier, Leibniz-Institut für Troposphärenforschung, Universität Bremen
- Österreich
  - Universität Wien
- Schweiz
  - Paul Scherrer Institut, WSL-Institut für Schnee- und Lawinenforschung SLF

Sonst. Europa
- Belgien
  - Universität Lüttich
- Dänemark
  - Universität Aarhus, Dänisches Meteorologisches Institut
- Finnland
  - Finnisches Meteorologisches Institut, Universität Helsinki
- Frankreich
  - Observatoire de Physique du Globe de Clermont-Ferrand, Universität Grenoble
- Italien
  - Consiglio Nazionale delle Ricerche (CNR), Istituto Fisica Applicata (CNR - IFAC), Istituto di Scienze Polari (CNR - ISP)
- Niederlande
  - Nederlandse Organisatie voor Wetenschappelijk Onderzoek, Reichsuniversität Groningen, Universität Wageningen
- Norwegen
  - Nansen Environmental and Remote Sensing Center, Norwegisches Polarinstitut, Technisch-Naturwissenschaftliche Universität Norwegens, Norwegischer Forschungsrat, Universität Bergen, Universität Tromsø
- Polen
  - Institut für Ozeanografie, Polnische Akademie der Wissenschaften
- Russland
  - Arktisches und Antarktisches Forschungsinstitut, FGUP „Rosmorport“
- Schweden
  - Sveriges lantbruksuniversitet, Universität Stockholm, Swedish Polar Research Secretariat, Universität Göteborg, Universität Uppsala
- Spanien
  - Spanisches Institut für Meereskunde, Wissenschaftsministerium
- Vereinigtes Königreich
  - British Antarctic Survey, University of Huddersfield, Natural Environment Research Council, University College London, University of East Anglia, University of Leeds, University of Plymouth, University of Warwick

Nordamerika
- Kanada
  - University of Calgary, University of Manitoba, University of Victoria
- Vereinigte Staaten
  - National Science Foundation, Atmospheric Radiation Measurement Climate Research Facility, National Oceanic and Atmospheric Administration Climate and Societal Interactions Program, NASA, Bigelow Laboratory for Ocean Sciences, Colorado State University, Dartmouth College, Florida International University, Naval Postgraduate School, Ohio State University, Oregon State University, Scripps Institution of Oceanography, University of Alaska Fairbanks, University of Colorado Boulder, University of Georgia, University of Maryland, University of Rhode Island, University of Washington, Woods Hole Oceanographic Institution

Asien
- Volksrepublik China
  - Chinesische Akademie der Wissenschaften, Pädagogische Universität Peking, Chinesische Ozean-Universität, Chinesisches Polarforschungszentrum, Jiaotong-Universität Shanghai, Technische Universität Taiyuan, Chinesische Universität für Wissenschaft und Technik
- Japan
  - Universität Hokkaidō, Universität Tokio
- Südkorea
  - Koreanisches Polarforschungsinstitut

## Beteiligte Personen
| Vorname             | Nachname           | Institut | L                      | Aufgabe | Arbeitsgruppen                                                                    | 1 | 2 | 3 | 4 | 5 | ST     | S |
| ------------------- | ------------------ | --- | ---------------------- | --- | --------------------------------------------------------------------------------- | - | - | - | - | - | ------ | - |
| Nicole              | Aberle-Malzahn     | Technisch-Naturwissenschaftliche Universität Norwegens                                                                       | Norwegen               | Dozent (Biologische Ozeanographie) | Ecosystem                                                                         |   |   |   |   |   | R      | F |
| Katarina            | Abrahamsson        | Universität Göteborg, Dept. Marine Sciences                                                                                  | Schweden               | Wissenschaftler und Teamleiter von BGC | Biogeochemistry                                                                   | x |   |   |   |   |        | F |
| Neil                | Aellen             | ETH Zürich | Schweiz                | Doktorand | Atmosphere, Communications / Outreach, MOSAiC School                              |   |   |   |   |   | EB     | F |
| Ana                 | Aguilar-Islas      | University of Alaska Fairbanks                                                                                               | Vereinigte Staaten     | Dozent | Ecosystem, Sea Ice                                                                |   |   |   |   |   | R      | F |
| Philip              | Alatalo            | Woods Hole Oceanographic Institution                                                                                         | Vereinigte Staaten     | Wissenschaftlicher Mitarbeiter | Ecosystem                                                                         |   |   |   |   |   |        | F |
| Luisa von           | Albedyll           | Alfred Wegener Institut (AWI)                                                                                                | Deutschland            | Doktorand | Sea Ice                                                                           |   |   |   | x |   |        | F |
| Jacob               | Allerholt          | Alfred Wegener Institut (AWI)                                                                                                | Deutschland            | Student | Ocean                                                                             |   |   |   |   | x |        | F |
| Dietrich            | Althausen          | Leibniz-Institut für Troposphärenforschung (TROPOS)                                                                          | Deutschland            | Forscher | Atmosphere                                                                        |   |   |   |   | x |        | F |
| Michael             | Angelopoulos       | Alfred Wegener Institut (AWI)                                                                                                | Deutschland            | BGC-Feldassistent, Doktorand (Unterwasser-Permafrost) | Biogeochemistry, Education                                                        | x |   |   |   |   |        | F |
| Hélène              | Angot              | Colorado State University | Vereinigte Staaten     | Forscher | Atmosphere                                                                        |   |   |   |   | x |        | F |
| Philipp             | Anhaus             | Alfred Wegener Institut (AWI)                                                                                                | Deutschland            | Doktorand | Sea Ice                                                                           |   |   | x |   |   |        | F |
| Stephen             | Archer             | Bigelow Laboratory for Ocean Sciences                                                                                        | Vereinigte Staaten     | Forscher | Atmosphere                                                                        | x |   |   | x |   | EB     | F |
| Stefanie            | Arndt              | Alfred Wegener Institut (AWI)                                                                                                | Deutschland            | Wissenschaftler (Postdoc) | Sea Ice                                                                           |   |   | x |   |   |        | F |
| Teijo               | Arponen            | Finnisches Meteorologisches Institut                                                                                         | Finnland               | Wissenschaftler | Sea Ice                                                                           |   |   |   |   |   |        | F |
| Theres              | Arulf              | Freelancer | Deutschland            | Eisbärenwächter, Logistik | Logistics, Polar bear guard                                                       |   |   |   |   | x |        | F |
| Carin               | Ashjian            | Woods Hole Oceanographic Institution                                                                                         | Vereinigte Staaten     | Wissenschaftler am WHOI, Forscher auf MOSAic, Teilnehmer | Ecosystem                                                                         |   |   | x |   |   |        | F |
| Marylou             | Athanase           | LOCEAN - Sorbonne Université                                                                                                 | Frankreich             | Doktorand in physikalischer Ozeanographie | MOSAiC School                                                                     |   |   |   |   |   | EB     | F |
| Julia               | Bachmann           | F. Laeisz GmbH | Deutschland            | 2. Stewardess |                                                                                   |   | x |   | x | x |        | B |
| Youcheng            | Bai                | 2. Meeresforschungsinstitut                                                                                                  | China Volksrepublik    | Forscher | Ecosystem                                                                         |   |   |   |   |   | EB     | F |
| John Paul           | Balmonte           | Universität Uppsala | Schweden               | Postdoc | Ecosystem                                                                         |   |   |   | x |   |        | F |
| Ludovic             | Bariteau           | University of Colorado, CIRES, NOAA-PSD                                                                                      | Vereinigte Staaten     | Wissenschaftler | Atmosphere                                                                        |   |   | x |   |   |        | F |
| Sjoerd              | Barten             | Universität Wageningen | Niederlande            | Doktorand | Modelling                                                                         |   |   |   |   |   | R      | F |
| Chris               | Basque             | Woods Hole Oceanographic Institution                                                                                         | Vereinigte Staaten     | Techniker für Anlegemanöver | Modelling, Ocean, Sea Ice                                                         | x |   |   |   |   |        | F |
| Dorothea            | Bauch              | Helmholtz-Zentrum für Ozeanforschung Kiel                                                                                    | Deutschland            | Wissenschaftler | Biogeochemistry, Ocean                                                            | x |   |   |   |   |        | F |
| Ivo                 | Beck               | Paul Scherrer Institut | Deutschland            | Doktorand in Atmosphärenwissenschaften | Atmosphere                                                                        |   | x |   |   |   |        | F |
| Markus              | Beck               | Alpine Welten Die Bergführer                                                                                                 | Deutschland            | Sicherheit und Logistik, Bergführer | Logistics                                                                         |   |   |   |   |   |        | F |
| Jakob               | Belter             | Alfred Wegener Institut (AWI)                                                                                                | Deutschland            | Doktorand | Sea Ice                                                                           | x |   |   |   |   | EB     | F |
| Stefan              | Bertilsson         | Sveriges Lantbruksuniversitet                                                                                                | Schweden               | | Biogeochemistry, Ecosystem                                                        |   |   |   |   |   | R      | F |
| John                | Bilberry           | Los Alamos National Laboratory, Atmospheric Radiation Measurement (ARM)                                                      | Vereinigte Staaten     | Instrumententechniker | Atmosphere                                                                        |   |   | x |   |   |        | F |
| Gerit               | Birnbaum           | Alfred Wegener Institut (AWI)                                                                                                | Deutschland            | Koordinator des wissenschaftlichen Hubschrauberbetriebs (in der Vorbereitungsphase von MOSAiC), Forscher für Hubschraubermessungen der Meereis-Eigenschaften auf Schicht 4 und 5              | Sea Ice                                                                           |   |   |   | x | x |        | F |
| Byron               | Blomquist          | Cooperative Institute for Research in Environmental Sciences (CIRES), NOAA / ESRL / PSD                                      | Vereinigte Staaten     | Wissenschaftler | Atmosphere, Biogeochemistry, Ecosystem, Modelling                                 | x |   |   | x | x |        | F |
| Gijs de             | Boer               | University of Colorado | Vereinigte Staaten     | | Atmosphere, Sea Ice                                                               |   |   |   |   |   | R      | F |
| Yvonne              | Boose              | Deutsches Zentrum für Luft- und Raumfahrt (DLR)                                                                              | Deutschland            | Postdoc | Aircraft, Atmosphere                                                              |   |   |   |   |   | FH     | F |
| Jeff                | Bowman             | Scripps Institution of Oceanography                                                                                          | Vereinigte Staaten     | Assistant Professor | Biogeochemistry, Ecosystem                                                        |   |   | x |   |   |        | F |
| Deborah             | Bozzato            | University of Groningen | Niederlande            | Postdoc | Biogeochemistry                                                                   |   |   |   | x |   |        | F |
| Gunnar              | Bratbak            | Universität Bergen | Norwegen               | | Ecosystem                                                                         |   |   |   |   |   | R      | F |
| Marco               | Brogioni           | Istituto Fisica Applicata (IFAC-CNR)                                                                                         | Italien                | Wissenschaftler | Remote Sensing                                                                    |   |   |   |   |   | R      | F |
| Barbara             | Brooks             | National Centre for Atmospheric Science (NCAS)                                                                               | Vereinigtes Konigreich | Leiter, Atmosphärische Messanlage | Atmosphere                                                                        |   |   |   |   |   | R      | F |
| Ian                 | Brooks             | University of Leeds | Vereinigtes Konigreich | Atmosphere Team, Teamleiter | Atmosphere, MOSAiC School                                                         |   |   | x |   |   | EB     | F |
| Eric                | Brossier           | Polar Yacht Vagabond |                        | Eisbärenwächter | Logistics, Polar bear guard                                                       |   | x |   |   |   |        | F |
| Sebastian           | Brück              | F. Laeisz GmbH | Deutschland            | Bootsmann |                                                                                   | x |   | x |   | x |        | B |
| Clifton             | Buck               | University of Georgia, Skidaway Institute of Oceanography                                                                    | Vereinigte Staaten     | Forscher | Biogeochemistry                                                                   |   |   |   |   |   | R      | F |
| Ekkehard            | Burzan             | F. Laeisz GmbH | Deutschland            | Besatzungsmitglied, Seemann |                                                                                   |   |   | x |   | x |        | B |
| Radiance            | Calmer             | University of Colorado | Vereinigte Staaten     | Postdoc in Atmosphärenwissenschaften | Atmosphere                                                                        |   |   |   | x |   |        | F |
| Robert              | Campbell           | University of Rhode Island                                                                                                   | Vereinigte Staaten     | Meeresforscher | Ecosystem                                                                         |   | x |   |   | x |        | F |
| Adriano             | Camps              | Institut d'Estudis Espacials de Catalunya (IEEC), CTE-UPC                                                                    | Spanien                | Verantwortlich für eines der GNSS-R-Instrumente (PYCARO-2). Position: ordentlicher Professor, wissenschaftlicher Koordinator der Forschungseinheit CommSensLab-UPC María de Maeztu Excellence | Remote Sensing                                                                    |   |   |   |   |   | R      | F |
| Estel               | Cardellach         | Institut d'Estudis Espacials de Catalunya (IEEC) and Institute of Space Sciences (ICE-CSIC)                                  | Spanien                | Forscher | Aircraft, Remote Sensing, Sea Ice                                                 |   |   |   |   |   | R      | F |
| John                | Cassano            | University of Colorado | Vereinigte Staaten     | Dozent | Atmosphere                                                                        |   |   | x |   |   |        | F |
| Giulia              | Castellani         | Alfred Wegener Institut (AWI)                                                                                                | Deutschland            | Wissenschaftler | Ecosystem, Modelling, Sea Ice                                                     |   | x |   | x |   |        | F |
| Vagner              | Castro             | Atmospheric Radiation Measurement (ARM) Data Center, Oak Ridge National Laboratory                                           | Vereinigte Staaten     | ARM Techniker | Atmosphere                                                                        | x |   |   |   |   |        | F |
| Emelia              | Chamberlain        | Scripps Institution of Oceanography, University of California San Diego                                                      | Vereinigte Staaten     | Doktorand im Bowman Lab in Scripps | Biogeochemistry, Ecosystem                                                        |   |   |   | x | x |        | F |
| Sam                 | Cornish            | University of Oxford | Vereinigtes Konigreich | Doktorand | MOSAiC School                                                                     |   |   |   |   |   | EB     | F |
| Dave                | Costa              | National Oceanic and Atmospheric Administration (NOAA), Cooperative Institute for Research in Environmental Sciences (CIRES) | Vereinigte Staaten     | Ingenieur | Atmosphere                                                                        | x |   |   |   | x |        | F |
| Chris               | Cox                | University of Colorado, CIRES/NOAA-PSD                                                                                       | Vereinigte Staaten     | Forscher | Atmosphere                                                                        |   |   | x |   |   | EB     | F |
| Lisa                | Craw               | University of Tasmania | Australien             | Doktorand bei der MOSAiC Sommer Schule | MOSAiC School                                                                     |   |   |   |   |   | EB     | F |
| Jessie              | Creamean           | Colorado State University | Vereinigte Staaten     | Forscher | Atmosphere, Ecosystem                                                             | x |   |   |   |   |        | F |
| Susanne             | Crewell            | Universität zu Köln | Deutschland            | Mikrowellenradiometer MiRAC für Polarstern bereitstellen; an Polar5-Aktivitäten teilnehmen | Atmosphere                                                                        |   |   |   |   |   | R      | F |
| Bruno               | Cunha              | Los Alamos National Laboratory                                                                                               | Vereinigte Staaten     | Techniker | Atmosphere                                                                        |   | x |   |   | x |        | F |
| Ruzica              | Dadic              | WSL-Institut für Schnee- und Lawinenforschung                                                                                | Schweiz                | Forscher, Gastwissenschaftler | Sea Ice                                                                           |   |   |   |   | x | R      | F |
| Sandro              | Dahlke             | Alfred Wegener Institut (AWI)                                                                                                | Deutschland            | Wissenschaftler, Atmo-Team | Atmosphere                                                                        | x |   |   |   | x |        | F |
| Manuel              | DallOsto           | Institut de Ciències del Mar, Barcelona                                                                                      | Spanien                | Forscher | Biogeochemistry                                                                   |   |   |   |   | x |        | F |
| Ellen               | Damm               | Alfred Wegener Institut (AWI)                                                                                                | Deutschland            | Biogeochemie |                                                                                   |   | x | x |   |   |        | F |
| Alessandra          | D'Angelo           | University of Rhode Island                                                                                                   | Vereinigte Staaten     | Postdoc | Biogeochemistry                                                                   |   |   |   | x |   |        | F |
| Oguz                | Demir              | Ohio State University | Vereinigte Staaten     | Wissenschaftlicher Mitarbeiter in der Abteilung für Elektrotechnik und Informationstechnik | Remote Sensing, Sea Ice                                                           | x |   |   |   |   |        | F |
| Klaus               | Dethloff           | Alfred Wegener Institut (AWI)                                                                                                | Deutschland            | Ko-Leiter |                                                                                   |   |   |   |   |   |        | F |
| Ulrike              | Dietrich           | Alfred Wegener Institut (AWI)                                                                                                | Deutschland            | Forscher | Ecosystem                                                                         |   |   |   |   | x |        | F |
| Francesca           | Doglioni           | Alfred Wegener Institut (AWI)                                                                                                | Deutschland            | Doktorand | MOSAiC School                                                                     |   |   |   |   |   | EB     | F |
| Brandi              | Downs              | Ohio State University | Vereinigte Staaten     | Doktorand der Elektrotechnik | Remote Sensing, Sea Ice                                                           |   |   | x |   |   |        | F |
| Mark                | Drinkwater         | Europäische Weltraumorganisation (ESA)                                                                                       | Deutschland            | Vorsitzender der WMO Aufgabengruppe polarer Raum | Data, Remote Sensing, Sea Ice                                                     |   |   |   |   |   | R      | F |
| Elise               | Droste             | University of East Anglia | Vereinigtes Konigreich | Doktorand | Ecosystem                                                                         |   |   |   |   | x |        | F |
| Claude              | Duguay             | University of Waterloo | Kanada                 | Teammitglied | Remote Sensing, Sea Ice                                                           |   |   |   |   |   | R      | F |
| Regis               | Dupuy              | LaMP, CNRS | Frankreich             | Forschungsingenieur | Aircraft, Atmosphere, Data                                                        |   |   |   |   |   | FH     | F |
| Sarah Lena          | Eggers             | Alfred Wegener Institut (AWI)                                                                                                | Deutschland            | Techniker | Ecosystem                                                                         |   | x |   |   |   |        | F |
| André               | Ehrlich            | Universität Leipzig, Institut für Meteorologie                                                                               | Deutschland            | Flugzeugbeobachtung Subteam „Wolken und Strahlung“ | Atmosphere                                                                        |   |   |   |   |   | FH     | F |
| Hajo                | Eicken             | University of Alaska Fairbanks                                                                                               | Vereinigte Staaten     | Mitglied des Teams von Rob Rember | Biogeochemistry, Sea Ice                                                          |   |   |   |   |   | R      | F |
| Jody                | Ellis              | Los Alamos National Laboratory                                                                                               | Vereinigte Staaten     | Assistent | Atmosphere                                                                        | x |   |   |   |   |        | F |
| Alberto             | Enríquez           | Heli Service International                                                                                                   | Deutschland            | Hubschrauberbesatzung | Logistics                                                                         | x |   |   | x |   |        | F |
| Ying-Chih           | Fang               | Alfred Wegener Institut (AWI)                                                                                                | Deutschland            | Postdoc | Ocean                                                                             |   |   |   |   |   | EB     | F |
| Hauke               | Flores             | Alfred Wegener Institut (AWI)                                                                                                | Deutschland            | Meereisökologe, stellvertretender Leiter Team Öko in Schicht 4 | Ecosystem, Sea Ice                                                                |   |   |   |   |   | R      | F |
| Allison             | Fong               | Alfred Wegener Institut (AWI)                                                                                                | Deutschland            | Biowissenschaften, Polarbiologische Ozeanographie | Ecosystem, Leadership                                                             | x |   |   | x | x |        | F |
| Steven              | Fons               | NASA Goddard Space Flight Center / Univ. of Maryland                                                                         | Vereinigte Staaten     | Doktorand | Sea Ice                                                                           |   |   | x |   |   |        | F |
| Gerhard             | Frank              | F. Laeisz GmbH | Deutschland            | Kommunikationsoffizier auf RV Polarstern |                                                                                   | x |   |   | x | x |        | B |
| Markus              | Frey               | British Antarctic Survey | Vereinigtes Konigreich | Forscher | Atmosphere, Biogeochemistry, Sea Ice                                              |   |   | x |   |   |        | F |
| Stephan             | Frickenhaus        | Alfred Wegener Institut (AWI)                                                                                                | Deutschland            | Daten |                                                                                   |   |   |   |   |   |        | F |
| Francois            | Fripiat            | Max-Planck-Institut für Chemie                                                                                               | Deutschland            | Wissenschaftlicher Mitarbeiter | Ecosystem                                                                         |   |   |   |   |   | R      | F |
| Niels               | Fuchs              | Alfred Wegener Institut (AWI)                                                                                                | Deutschland            | Wissenschaftler | Remote Sensing, Sea Ice                                                           |   |   |   |   |   |        | F |
| Michael             | Gallagher          | National Oceanic and Atmospheric Administration (NOAA), Cooperative Institute for Research in Environmental Sciences (CIRES) | Vereinigte Staaten     | Wissenschaftler | Atmosphere                                                                        |   | x |   |   | x |        | F |
| Jessie              | Gardner            | Universität Tromsø (UiT) | Norwegen               | Postdoc | Ecosystem                                                                         |   |   |   | x |   |        | F |
| Katie               | Gavenus            | Center for Alaskan Coastal Studies; PolarTREC                                                                                | Vereinigte Staaten     | Pädagoge, PolarTREC-Programm an Bord der Akademik Federov | Communications / Outreach, Education                                              |   |   |   |   |   | EB     | F |
| Norman              | Gebhardt           | F. Laeisz GmbH | Deutschland            | Schiffsmechaniker |                                                                                   | x |   | x |   | x |        | B |
| Celia               | Gelfman            | University of Rhode Island                                                                                                   | Vereinigte Staaten     | Wissenschaftlicher Mitarbeiter | Ecosystem                                                                         |   |   |   | x |   |        | F |
| Sebastian           | Georgi             | FIELAX GmbH | Deutschland            | Datenmanager | Data                                                                              |   |   |   |   | x |        | F |
| Michael             | Ginzburg           | Michael Ginzburg Photography, The Explorer´s Magazine                                                                        | Deutschland            | Eisbärenwächter, Sicherheit, Umgang mit Schusswaffen und Wartung | Logistics, Polar bear guard                                                       |   | x |   |   |   |        | F |
| Helge               | Goessling          | Alfred Wegener Institut (AWI)                                                                                                | Deutschland            | Forscher | Modelling, Sea Ice                                                                |   |   |   |   |   | R      | F |
| Anne                | Gold               | Cooperative Institute for Research in Environmental Sciences (CIRES) Education & Outreach                                    | Vereinigte Staaten     | Direktor von CIRES Bildung und Öffentlichkeitsarbeit | Communications / Outreach, Education                                              |   |   |   |   |   | EB     | F |
| Rolf                | Gradinger          | Universität Tromsø, The Arctic University of Norway                                                                          | Norwegen               | Projektvorstand, Wissenschaftler | Ecosystem, Leadership                                                             |   |   |   |   |   |        | F |
| Jürgen              | Graeser            | Alfred Wegener Institut (AWI)                                                                                                | Deutschland            | Ballon-Missionen | Atmosphere                                                                        | x | x | x |   |   |        | F |
| Jens                | Grafe              | F. Laeisz GmbH | Deutschland            | Chefingenieur |                                                                                   | x |   | x |   | x |        | B |
| Steffen             | Graupner           | Alfred Wegener Institut (AWI)                                                                                                | Deutschland            | Team Logistik, Eisbärenwächter | Logistics, Polar bear guard                                                       |   | x |   |   | x |        | F |
| Hannes              | Griesche           | Leibniz-Institut für Troposphärenforschung (TROPOS)                                                                          | Deutschland            | Doktorand Atmosphärenwissenschaften | Atmosphere                                                                        |   | x |   |   |   |        | F |
| Jonathan            | Griffith           | University of Colorado Boulder                                                                                               | Vereinigte Staaten     | Bildung und Öffentlichkeitsarbeit | Communications / Outreach                                                         |   |   |   |   |   | R      | F |
| Lisa                | Grosfeld           | Alfred Wegener Institut (AWI)                                                                                                | Deutschland            | Medienkoordinator | Communications / Outreach                                                         |   |   |   | x |   |        | F |
| Julia               | Grosse             | Helmholtz-Zentrum für Ozeanforschung Kiel                                                                                    | Deutschland            | Postdoc | Ecosystem                                                                         |   | x |   |   |   |        | F |
| Michael             | Haack              | F. Laeisz GmbH | Deutschland            | Zweiter Ingenieur |                                                                                   | x |   | x |   | x |        | B |
| Jari                | Haapala            | Finnisches Meteorologisches Institut                                                                                         | Finnland               | Forschungsprofessor | MOSAiC School, Sea Ice                                                            | x |   |   |   |   |        | F |
| Andrea              | Haase              | Hamburgische Schiffbau-Versuchsanstalt                                                                                       | Deutschland            | Projektmanager | Sea Ice                                                                           |   |   |   |   |   | R      | F |
| Jonathan            | Hamilton           | University of Colorado Boulder                                                                                               | Vereinigte Staaten     | Pilot, Ingenieur für unbemannte Flugsysteme | Atmosphere                                                                        |   |   |   | x |   |        | F |
| Henna-Reetta        | Hannula            | Finnisches Meteorologisches Institut                                                                                         | Finnland               | Wissenschaftler | Sea Ice                                                                           |   |   |   |   | x |        | F |
| Jesper              | Hansen             | myself |                        | Logistik, Eisbärenwächter | Logistics, Polar bear guard                                                       |   | x |   | x |   |        | F |
| Anika               | Happe              | Institut für Chemie und Biologie des Meeres                                                                                  | Deutschland            | Teilnehmer und Botschafter der MOSAiC-Schule | Communications / Outreach, Ecosystem, MOSAiC School                               |   |   |   |   |   | EB     | F |
| Lynne               | Harden             | Cooperative Institute for Research in Environmental Sciences (CIRES)                                                         | Vereinigte Staaten     | Lehrplanentwickler für Bildung und Öffentlichkeitsarbeit | Education                                                                         |   |   |   |   |   | R      | F |
| Carolynn            | Harris             | Institution(s) * Montana State University                                                                                    | Vereinigte Staaten     | Doktorand | MOSAiC School                                                                     |   |   |   |   |   | EB     | F |
| Robert              | Hausen             | Deutscher Wetterdienst | Deutschland            | Meteorologe, Wettervorausschau | Atmosphere                                                                        |   |   | x |   |   |        | F |
| Charlotte           | Havermans          | Alfred Wegener Institut (AWI)                                                                                                | Deutschland            | Gruppenleiter AWI, Forscher | Ecosystem                                                                         |   |   |   |   |   | R      | F |
| Hailun              | He                 | 2. Meeresforschungsinstitut                                                                                                  | China Volksrepublik    | Wissenschaftlicher Mitarbeiter | Ocean                                                                             |   |   |   |   |   | EB     | F |
| Detlev              | Helmig             | INSTAAR, University of Colorado                                                                                              | Vereinigte Staaten     | Dozent | Atmosphere, Biogeochemistry, Ocean, Sea Ice                                       |   |   |   |   |   | R      | F |
| Stefan              | Hendricks          | Alfred Wegener Institut (AWI)                                                                                                | Deutschland            | Wissenschaftler | Remote Sensing, Sea Ice                                                           | x |   |   |   |   | FH     | F |
| Silke               | Henkel             | Alfred Wegener Institut (AWI)                                                                                                | Deutschland            | Logistikkoordinator AWI Flugzeuge | Aircraft, Logistics                                                               |   |   |   |   |   | FH     | F |
| Jörg                | Henning            | F. Laeisz GmbH | Deutschland            | Zimmermann |                                                                                   | x |   |   |   |   |        | B |
| Andreas             | Herber             | Alfred Wegener Institut (AWI)                                                                                                | Deutschland            | Koordinator MOSAiC Airborne, leitender Wissenschaftler, Polar Meteorology | Atmosphere, Leadership, Aircraft                                                  |   |   |   |   |   | FH     | F |
| Christoph           | Herbert            | Universitat Politècnica de Catalunya, Signal Theory and Communications Department (UPC-TSC), Barcelona Expert Center (BEC)   | Spanien                | Doktorand | Modelling, Remote Sensing, Sea Ice                                                |   |   |   |   |   | R      | F |
| Igor                | Hering             | F. Laeisz GmbH | Deutschland            | Nautischer Offizier |                                                                                   |   |   | x | x |   |        | B |
| Mauro               | Hermann            | ETH Zürich | Schweiz                | Doktorand | Atmosphere, Communications / Outreach, MOSAiC School, Sea Ice                     |   |   |   |   |   | EB     | F |
| Christian           | Herrera            | University of Colorado | Vereinigte Staaten     | Ingenieur | Atmosphere                                                                        |   |   |   |   | x |        | F |
| Hartmut             | Herrmann           | Leibniz-Institut für Troposphärenforschung (TROPOS)                                                                          | Deutschland            | Leiter der Abteilung Atmosphärische Chemie bei TROPOS Leipzig | Atmosphere, Biogeochemistry                                                       |   |   |   |   |   | R      | F |
| Céline              | Heuzé              | Universität Göteborg | Schweden               | Dozent (Tenure Track) | Leadership, Ocean                                                                 |   |   |   |   | x |        | F |
| Georg               | Heygster           | Universität Bremen, Institut für Umweltphysik                                                                                | Deutschland            | Fernerkundungswissenschaftler | Atmosphere, Remote Sensing, Sea Ice                                               |   |   |   |   |   | R      | F |
| Nicki               | Hickmon            | Argonne National Laboratory, Atmospheric Radiation Measurement (ARM)                                                         | Vereinigte Staaten     | ARM Associate Director | Atmosphere                                                                        |   |   |   |   |   | R      | F |
| Nicole              | Hildebrandt        | Alfred Wegener Institut (AWI)                                                                                                | Deutschland            | Wissenschaftler (Postdoc) | Ecosystem                                                                         | x |   |   |   |   |        | F |
| Marius              | Hirsekorn          | Alfred Wegener Institut (AWI)                                                                                                | Deutschland            | Logistik |                                                                                   |   |   |   |   |   |        | F |
| Peggy               | Hischke            | F. Laeisz GmbH | Deutschland            | 2. Stewardess |                                                                                   |   | x |   | x | x |        | B |
| Julian              | Hofer              | Leibniz-Institut für Troposphärenforschung (TROPOS)                                                                          | Deutschland            | Postdoc | Atmosphere                                                                        |   |   |   | x |   |        | F |
| Trude               | Hohle              | F. Laeisz GmbH | Deutschland            | Techniker, Sicherheit und Logistik | Logistics                                                                         | x |   |   |   |   |        | F |
| Hans                | Honold             | Alpine Welten Die Bergführer                                                                                                 | Deutschland            | Sicherheit und Logistik, Bergführer | Logistics                                                                         | x |   |   |   |   |        | F |
| Clara Jule Marie    | Hoppe              | Alfred Wegener Institut (AWI)                                                                                                | Deutschland            | Forscher in der Sektion Marine Biogeowissenschaften | Ecosystem                                                                         |   |   | x |   |   |        | F |
| Mario               | Hoppema            | Alfred Wegener Institut (AWI)                                                                                                | Deutschland            | Leitender Wissenschaftler | Ecosystem                                                                         |   |   |   |   |   | R      | F |
| Mario               | Hoppmann           | Alfred Wegener Institut (AWI)                                                                                                | Deutschland            | Meereisphysiker, Ozeanograph | Data, Remote Sensing, Sea Ice                                                     | x |   |   |   | x | EB     | F |
| Esther              | Horvath            | Alfred Wegener Institut (AWI)                                                                                                | Deutschland            | Fotograf | Communications / Outreach                                                         | x |   |   |   |   |        | F |
| Sean                | Horvath            | University of Colorado Boulder/NSIDC                                                                                         | Vereinigte Staaten     | Doktorand, wissenschaftlicher Mitarbeiter | Atmosphere, Modelling, MOSAiC School, Sea Ice                                     |   |   |   |   |   | EB     | F |
| Dean                | Howard             | University of Colorado Boulder                                                                                               | Vereinigte Staaten     | Forscher | Atmosphere                                                                        |   | x |   |   | x |        | F |
| Knut Vilhelm        | Høyland            | Technisch-Naturwissenschaftliche Universität Norwegens                                                                       | Norwegen               | | Sea Ice                                                                           |   |   |   |   |   | R      | F |
| Jennifer            | Hutchings          | Oregon State University | Vereinigte Staaten     | Dozent | Atmosphere, Sea Ice                                                               |   |   | x |   |   |        | F |
| Olaf                | Hüttebräucker      | F. Laeisz GmbH | Deutschland            | Labor-ELO (Elektroniker) |                                                                                   | x |   | x | x | x |        | B |
| Antonia             | Immerz             | Alfred Wegener Institut (AWI)                                                                                                | Deutschland            | Datenmanager | Data, Leadership                                                                  | x |   |   | x |   |        | F |
| Janet               | Intrieri           | National Oceanic and Atmospheric Administration (NOAA), ESRL PSD                                                             | Vereinigte Staaten     | Prognoseunterstützung | Atmosphere, Modelling                                                             |   |   |   |   |   |        | F |
| Polona              | Itkin              | Universität Tromsø, Colorado State University                                                                                | Norwegen               | Forscher | Sea Ice                                                                           |   | x |   |   |   |        | F |
| Hans-Werner         | Jacobi             | Institute for Geosciences and Environmental Research (IGE); University Grenoble Alpes / CNRS / Grenoble INP / IRD            | Frankreich             | Teilnehmer, Direktor von Recherche CNRS | Atmosphere                                                                        |   |   | x |   |   |        | F |
| Matthias            | Jaggi              | WSL-Institut für Schnee- und Lawinenforschung                                                                                | Schweiz                | Technisches Personal in der Schneeforschung | Sea Ice                                                                           |   |   |   |   |   | R      | F |
| Ralf                | Jaiser             | Alfred Wegener Institut (AWI)                                                                                                | Deutschland            | Teilnehmer des Teams Atmosphäre und Daten in der Teammodellierung | Atmosphere, Data, Modelling                                                       |   |   | x |   |   |        | F |
| Holger              | Jens               | Deutscher Wetterdienst | Deutschland            | Wettervorhersage | Atmosphere                                                                        |   |   |   |   |   | R      | F |
| Joel                | Johnson            | Ohio State University | Vereinigte Staaten     | | Remote Sensing, Sea Ice                                                           |   |   |   |   |   | R      | F |
| Tuija               | Jokinen            | Universität Helsinki | Finnland               | Forscher | Atmosphere                                                                        |   |   |   | x |   |        | F |
| Olivier             | Jourdan            | LaMP, UCA | Frankreich             | Dozent | Atmosphere                                                                        |   |   |   |   |   | FH     | F |
| Gina                | Jozef              | University of Colorado, Boulder                                                                                              | Vereinigte Staaten     | Doktorand in Atmosphären- und Ozeanwissenschaften | Atmosphere                                                                        |   |   | x |   |   |        | F |
| Arttu               | Jutila             | Alfred Wegener Institut (AWI)                                                                                                | Deutschland            | Doktorand | Sea Ice                                                                           |   | x |   |   |   | FH     | F |
| David               | Kadko              | Florida International University                                                                                             | Vereinigte Staaten     | Forscher, BGC-Teamleiter Schicht IV | Atmosphere, Biogeochemistry, Ocean                                                |   |   |   |   |   | R      | F |
| Johannes            | Käßbohrer          | FIELAX GmbH | Deutschland            | Verwalten des Datenflusses in MOSAiC, Erläutern der Funktionsweise und Unterstützung der Wissenschaftler bei der Nutzung der Infrastruktur                                                    | Data                                                                              | x |   |   |   | x |        | F |
| Heike               | Kalesse            | Universität Leipzig | Deutschland            | Atmosphärenforscher, Dozent | Atmosphere                                                                        |   |   |   |   | x |        | F |
| Torsten             | Kanzow             | Alfred Wegener Institut (AWI)                                                                                                | Deutschland            | Expeditionsleiter Schicht 3, Leiter Physikalische Ozeanographie bei AWI | Ocean                                                                             |   |   | x |   |   |        | F |
| Salar               | Karam              | Universität Göteborg | Schweden               | Doktorand | Ocean                                                                             |   |   |   |   | x |        | F |
| Christian           | Katlein            | Alfred Wegener Institut (AWI)                                                                                                | Deutschland            | Meereiswissenschaftler und ROV-Betreiber | Sea Ice                                                                           |   | x |   |   | x |        | F |
| Yusuke              | Kawaguchi          | The University of Tokyo | Japan                  | Wissenschaftlicher Mitarbeiter | Ocean                                                                             |   |   |   |   |   | R      | F |
| Jens                | Kieser             | Deutscher Wetterdienst | Deutschland            | Wettervorhersage |                                                                                   | x |   |   |   |   |        | F |
| Hyun-cheol          | Kim                | Korea Polar Research Institute                                                                                               | Korea Sud              | Direktor | Data, Ocean, Remote Sensing, Sea Ice                                              |   |   |   |   |   | R      | F |
| Amelie              | Kirchgaessner      | British Antarctic Survey | Vereinigtes Konigreich | Atmosphärenforscher | Atmosphere                                                                        |   |   |   |   |   | EB     | F |
| Leif-Leonard        | Kliesch            | Universität zu Köln, Institut für Geophysik und Meteorologie                                                                 | Deutschland            | Doktorand | Aircraft, Atmosphere, Remote Sensing                                              |   |   |   |   |   | FH     | F |
| Boris               | Koch               | Alfred Wegener Institut (AWI)                                                                                                | Deutschland            | Leiter der AWI-Abteilung Biowissenschaften | Biogeochemistry, Ecosystem                                                        |   |   |   |   | x |        | F |
| Zoé                 | Koenig             | Universität Bergen, Norwegian Polar Institute                                                                                | Norwegen               | Postdoc in physikalischer Ozeanographie | Ocean                                                                             |   |   |   |   | x |        | F |
| Nikolai             | Kolabutin          | Arktisches und Antarktisches Forschungsinstitut (AARI)                                                                       | Russland               | Wissenschaftlicher Mitarbeiter | Sea Ice                                                                           | x |   |   |   | x | EB     | F |
| Bjela               | König              | Alfred Wegener Institut (AWI)                                                                                                | Deutschland            | Sicherheits- und Logistikpersonal | Leadership, Logistics                                                             | x |   |   |   |   |        | F |
| Marcel              | König              | Universität Kiel | Deutschland            | Doktorand | Sea Ice                                                                           |   |   |   |   |   | R      | F |
| Ewa                 | Korejwo            | Institute of Oceanology of the Polish Academy of Sciences                                                                    | Polen                  | Doktorand | Biogeochemistry, MOSAiC School                                                    |   |   |   |   |   | EB     | F |
| Daniela             | Krampe             | Alfred Wegener Institut (AWI)                                                                                                | Deutschland            | Doktorand | Modelling, Sea Ice                                                                |   | x |   |   |   |        | F |
| Oleksandr           | Krinfeld           | F. Laeisz GmbH | Deutschland            | Zweiter Ingenieur |                                                                                   | x |   |   |   | x |        | B |
| Thomas              | Krumpen            | Alfred Wegener Institut (AWI)                                                                                                | Deutschland            | Expeditionsleiter auf der Akademik Federov Schicht 1a, Ko-Expeditionsleiter Schicht 4, Wissenschaftler                                                                                        | Aircraft, Remote Sensing, Sea Ice                                                 | x |   |   |   |   | EB     | F |
| David               | Kuhlmey            | Alfred Wegener Institut (AWI)                                                                                                | Deutschland            | technischer Support | Ocean                                                                             |   | x |   |   |   |        | F |
| Birte Solveig       | Kulla              | Universität zu Köln | Deutschland            | Doktorand bei Flugzeugmessungen von Mischphasenwolken | Aircraft, Atmosphere, Remote Sensing                                              |   |   |   |   |   | FH     | F |
| Ivan                | Kuznetsov          | Alfred Wegener Institut (AWI)                                                                                                | Deutschland            | Wissenschaftler | Modelling, Ocean                                                                  |   | x |   |   |   |        | F |
| Ronald              | Kwok               | Jet Propulsion Laboratory, California Institute of Technology                                                                | Vereinigte Staaten     | Fernerkundungskoordinator | Data, Ocean, Remote Sensing                                                       |   |   |   |   |   | R      | F |
| Astrid              | Lampert            | Technische Universität Braunschweig, Institut für Flugführung                                                                | Deutschland            | Wissenschaftler | Atmosphere, Biogeochemistry                                                       |   |   |   |   |   | R      | F |
| Markus              | Lampimäki          | Universität Helsinki, Institute for Atmospheric and Earth System Research                                                    | Finnland               | Postdoc | Atmosphere                                                                        |   |   |   |   |   | R      | F |
| William             | Landing            | Florida State University | Vereinigte Staaten     | | Atmosphere, Biogeochemistry                                                       |   |   |   |   |   | R      | F |
| Benjamin            | Lange              | Norwegian Polar Institute | Norwegen               | Postdoc | Ecosystem, Sea Ice                                                                |   |   |   | x |   |        | F |
| Aud                 | Larsen             | NORCE Norwegian Research Centre AS                                                                                           | Norwegen               | Leiter der Forschungsgruppe, Professor | Ecosystem                                                                         |   |   |   |   |   | R      | F |
| Tiia                | Laurila            | Universität Helsinki | Finnland               | Doktorand | Atmosphere                                                                        |   |   |   |   | x |        | F |
| Jesse               | Leach              | National Oceanic and Atmospheric Administration (NOAA), PSD2                                                                 | Vereinigte Staaten     | Ingenieur für Umwelt |                                                                                   |   |   |   |   |   | V      | F |
| Maria van           | Leeuwe             | University of Groningen | Niederlande            | Forscher | Biogeochemistry, Ecosystem                                                        |   |   |   |   | x |        | F |
| Josefine            | Lenz               | Alfred Wegener Institut (AWI)                                                                                                | Deutschland            | Koordinator MOSAiC Schule | Communications / Outreach, Education, MOSAiC School                               |   |   |   |   |   | EB     | F |
| Eva                 | Leu                | Akvaplan-niva | Norwegen               | Wissenschaftler | Ecosystem                                                                         |   |   |   |   |   | R      | F |
| Weiqiang            | Li                 | Institut d'Estudis Espacials de Catalunya (IEEC)                                                                             | Spanien                | Forscher | Remote Sensing, Sea Ice                                                           |   |   |   |   |   |        | F |
| Bonnie              | Light              | University of Washington | Vereinigte Staaten     | Teil des Eisteams, Untersuchung der optischen Eigenschaften von Meereis | Sea Ice                                                                           |   |   |   |   | x |        | F |
| Long                | Lin                | 2. Meeresforschungsinstitut                                                                                                  | China Volksrepublik    | Postdoc | Ocean                                                                             |   |   |   |   |   | EB     | F |
| Felix               | Linhardt           | Universität Kiel, Geographisches Institut                                                                                    | Deutschland            | Wissenschaftler, Doktorand | Sea Ice                                                                           |   |   |   | x | x |        | F |
| Hailong             | Liu                | Jiaotong-Universität Shanghai                                                                                                | China Volksrepublik    | | Ocean                                                                             |   | x |   |   |   |        | F |
| Michael             | Lonardi            | Universität Leipzig, Institut für Meteorologie                                                                               | Deutschland            | Forscher | Atmosphere                                                                        |   |   |   | x |   |        | F |
| Brice               | Loose              | University of Rhode Island                                                                                                   | Vereinigte Staaten     | MOSAiC-Projektvorstand, BGC. | Biogeochemistry, Ecosystem, Sea Ice                                               |   | x |   |   |   |        | F |
| Maximilian          | Maahn              | University of Colorado Boulder, National Oceanic and Atmospheric Administration (NOAA)                                       | Vereinigte Staaten     | Forscher | Atmosphere                                                                        |   |   |   |   |   | R      | F |
| Giovanni            | Macelloni          | Istituto Fisica Applicata (IFAC-CNR)                                                                                         | Italien                | Wissenschaftler | Remote Sensing                                                                    |   |   |   |   |   | R      | F |
| Amy                 | Macfarlane         | WSL-Institut für Schnee- und Lawinenforschung                                                                                | Schweiz                | Doktorand | Sea Ice                                                                           |   |   | x | x |   |        | F |
| Andreas             | Macke              | Leibniz-Institut für Troposphärenforschung (TROPOS)                                                                          | Deutschland            | Ko-Expeditionsleiter Schicht 5, Wissenschaftler | Atmosphere                                                                        |   |   |   |   |   | R      | F |
| Mallik              | Mahmud             | University of Calgary | Kanada                 | Doktorand | Remote Sensing                                                                    |   |   |   | x |   |        | F |
| Robbie              | Mallett            | University College London | Vereinigtes Konigreich | Doktorand | MOSAiC School                                                                     |   |   |   |   |   | EB     | F |
| Winfried            | Markert            | F. Laeisz GmbH | Deutschland            | Laborelektroniker |                                                                                   |   | x |   | x | x |        | B |
| Chris               | Marsay             | University of Georgia, Skidaway Institute of Oceanography                                                                    | Vereinigte Staaten     | Postdoc | Biogeochemistry                                                                   |   |   | x |   |   |        | F |
| Joan Francesc Munoz | Martin             | Universitat Politècnica de Catalunya                                                                                         | Spanien                | Doktorand | Remote Sensing, Sea Ice                                                           |   |   |   |   |   | R      | F |
| Justino             | Martinez           | Institut de Ciències del Mar, Barcelona                                                                                      | Spanien                | Wissenschaftler | Remote Sensing, Sea Ice                                                           |   |   |   |   |   |        | F |
| Ricard              | Martinez           | Heli Service International                                                                                                   | Deutschland            | Hubschrauberingenieur | Helicopter Support                                                                |   |   |   |   | x |        | F |
| Wieslaw             | Maslowski          | Naval Postgraduate School (NPS)                                                                                              | Vereinigte Staaten     | Modellieren |                                                                                   |   |   |   |   |   |        | F |
| Ilkka               | Matero             | Alfred Wegener Institut (AWI)                                                                                                | Deutschland            | Wissenschaftler | Sea Ice                                                                           | x |   |   | x |   |        | F |
| Marion              | Maturilli          | Alfred Wegener Institut (AWI)                                                                                                | Deutschland            | Forscher des MOSAiC-Ballon-Sondierungsprogramms; Senior Wissenschaftler | Atmosphere                                                                        |   |   |   |   |   | R      | F |
| Tatiana             | Matveeva           | Institute of Geography, Russian Academy of Science                                                                           | Russland               | Doktorand, Forscher | MOSAiC School                                                                     |   |   |   |   |   | EB     | F |
| Sönke               | Maus               | Technisch-Naturwissenschaftliche Universität Norwegens                                                                       | Norwegen               | Forscher | Sea Ice                                                                           |   |   |   |   |   | R      | F |
| Alex                | Mavrovic           | Université du Québec à Trois-Rivières                                                                                        | Kanada                 | Doktorand | MOSAiC School                                                                     |   |   |   |   |   | EB     | F |
| Stephany            | Mazon              | Universität Helsinki, Institute for Atmospheric and Earth System Research                                                    | Finnland               | Wissenschaftsarbeit | Atmosphere                                                                        |   |   |   |   |   | R      | F |
| Rosalie             | McKay              | Technisch-Naturwissenschaftliche Universität Norwegens                                                                       | Norwegen               | Forscher | MOSAiC School                                                                     |   |   |   |   |   | EB     | F |
| Folke               | Mehrtens           | Alfred Wegener Institut (AWI)                                                                                                | Deutschland            | Kommunikationsbeauftragter | Communications / Outreach                                                         |   | x |   |   | x |        | F |
| Jan                 | Meier              | F. Laeisz GmbH | Deutschland            | |                                                                                   |   | x |   | x |   |        | B |
| Jörg                | Meißner            | F. Laeisz GmbH | Deutschland            | Koch |                                                                                   | x |   | x |   | x |        | B |
| Dirk                | Mengedoht          | Alfred Wegener Institut (AWI)                                                                                                | Deutschland            | Koordination Arktische Regionen | Leadership                                                                        |   |   |   |   |   |        | F |
| Christian           | Mertens            | Universität Bremen, Institut für Umweltphysik                                                                                | Deutschland            | Wissenschaftler | Ocean                                                                             |   |   |   |   |   | R      | F |
| Katja               | Metfies            | Alfred Wegener Institut (AWI)                                                                                                | Deutschland            | Ko-Expeditionsleiter Schicht 5; Koordination Molekulare Genetik | Ecosystem                                                                         |   |   |   |   | x |        | F |
| Janosch             | Michaelis          | Alfred Wegener Institut (AWI)                                                                                                | Deutschland            | Doktorand in Polar Meteorologie | Aircraft, Atmosphere                                                              |   |   |   |   |   | FH     | F |
| Wulf-Dietrich E.    | Miersch            | Polarstern | Deutschland            | Schiffsarzt |                                                                                   | x |   |   | x |   |        | B |
| Thomas              | Mock               | University of East Anglia | Vereinigtes Konigreich | Sequenzierung von MOSAiC-Proben in großem Maßstab | Biogeochemistry, Ecosystem                                                        |   |   |   |   |   | R      | F |
| Verena              | Mohaupt            | Alfred Wegener Institut (AWI)                                                                                                | Deutschland            | Logistikkoordinator | Leadership, Logistics                                                             | x |   |   | x | x | V      | F |
| Volker              | Mohrholz           | Leibniz-Institut für Ostseeforschung                                                                                         | Deutschland            | Wissenschaftlicher Mitarbeiter in der Abteilung Physikalische Ozeanographie | Ocean                                                                             |   | x |   |   |   |        | F |
| Ryleigh             | Moore              | University of Utah | Vereinigte Staaten     | Doktorand für Angewandte Mathematik | MOSAiC School, Sea Ice                                                            |   |   |   |   |   | EB     | F |
| Anne                | Morgenstern        | Alfred Wegener Institut (AWI)                                                                                                | Deutschland            | Koordinator der wissenschaftlichen Zusammenarbeit von AWI mit Russland |                                                                                   |   |   |   |   |   | EB     | F |
| Sara                | Morris             | Cooperative Institute for Research in Environmental Sciences (CIRES), NOAA                                                   | Vereinigte Staaten     | US-Koordinator | Atmosphere, Communications / Outreach, Data, Logistics                            |   |   |   |   |   | R      | F |
| Manuel              | Moser              | Deutsches Zentrum für Luft- und Raumfahrt (DLR)                                                                              | Deutschland            | Doktorand in Atmosphärenphysik | Aircraft                                                                          |   |   |   |   |   | FH     | F |
| Morven              | Muilwijk           | Universität Bergen, Geophysical Institute, Bjerknes Center for climate Research                                              | Norwegen               | Physischer Ozeanograph | Ocean                                                                             |   |   |   | x |   |        | F |
| Oliver              | Müller             | Universität Bergen | Norwegen               | Mikrobiologe (Postdoc) | Ecosystem                                                                         |   |   |   | x |   |        | F |
| Reza                | Naderpour          | Eidgenössische Forschungsanstalt für Wald, Schnee und Landschaft                                                             | Schweiz                | Postdoc | Remote Sensing, Sea Ice                                                           |   |   | x |   |   |        | F |
| Vishnu              | Nandan             | University of Manitoba, University of Calgary                                                                                | Kanada                 | Postdoc | Remote Sensing, Sea Ice                                                           |   | x |   |   |   |        | F |
| Ilias               | Nasis              | F. Laeisz GmbH | Deutschland            | Systemmanager |                                                                                   | x |   |   | x |   |        | B |
| Franziska           | Nehring            | FIELAX GmbH | Deutschland            | Verwalten des Datenflusses in MOSAiC, Erläutern der Funktionsweise und Unterstützung der Wissenschaftler bei der Nutzung der Infrastruktur                                                    | Data                                                                              | x |   |   |   |   | EB     | F |
| Marcel              | Nicolaus           | Alfred Wegener Institut (AWI)                                                                                                | Deutschland            | Ko-Expeditionsleiter Schicht 1, Wissenschaftler, Meereisphysik | Leadership, Sea Ice                                                               | x |   |   |   | x |        | F |
| Uwe                 | Nixdorf            | Alfred Wegener Institut (AWI)                                                                                                | Deutschland            | Vizedirektor AWI | Leadership, Logistics                                                             |   |   |   |   |   |        | F |
| Lianna              | Nixon              | University of Colorado, Boulder                                                                                              | Vereinigte Staaten     | Medienexperte | Education                                                                         |   |   |   | x | x |        | F |
| Daiki               | Nomura             | Hokkaido University | Japan                  | Assistant Professor | Biogeochemistry                                                                   |   |   |   |   | x |        | F |
| Marc                | Oggier             | University of Alaska | Vereinigte Staaten     | Postdoc für Robert Rember | Biogeochemistry, Sea Ice                                                          | x |   |   |   | x |        | F |
| Natascha            | Oppelt             | Universität Kiel | Deutschland            | Wissenschaftler | Sea Ice                                                                           |   |   |   |   |   | R      | F |
| Jackson             | Osborn             | Cooperative Institute for Research in Environmental Sciences (CIRES)                                                         | Vereinigte Staaten     | Technische Unterstützung | Atmosphere                                                                        |   |   |   | x |   |        | F |
| Falk                | Pätzold            | Technische Universität Braunschweig, Institut für Flugführung                                                                | Deutschland            | Wissenschaftlicher Mitarbeiter, Wissenschaftsingenieur | Atmosphere, Biogeochemistry, Modelling, Sea Ice                                   |   |   | x | x |   |        | F |
| Ilka                | Peeken             | Alfred Wegener Institut (AWI)                                                                                                | Deutschland            | Wissenschaftler | Atmosphere, Ecosystem, Sea Ice                                                    |   |   |   |   |   | R      | F |
| Lutz                | Peine              | F. Laeisz GmbH | Deutschland            | 2. Maat Navigation, Sicherheit |                                                                                   | x | x |   |   |   |        | B |
| Sven                | Peper              | F. Laeisz GmbH | Deutschland            | Bootsmann |                                                                                   | x |   | x | x | x |        | B |
| Patric Simões       | Pereira            | Universität Göteborg | Schweden               | Postdoc | Biogeochemistry                                                                   |   | x | x |   |   |        | F |
| Donald              | Perovich           | Dartmouth College, Thayer School of Engineering                                                                              | Vereinigte Staaten     | Meereis | Sea Ice                                                                           |   |   |   |   | x |        | F |
| Ola                 | Persson            | University of Colorado, CIRES and NOAA/ESRL/PSD                                                                              | Vereinigte Staaten     | Initiator von MOSAiC; Forscher zu a) Zuschuss des US-amerikanischen NSF-Luft-Eis-Ozean-Energieflusses und b) Präsenz einer mobilen ARM-Anlage; atmosphärisches Blei, Schicht IV               | Atmosphere, Modelling, Remote Sensing, Sea Ice                                    | x |   |   |   | x |        | F |
| Tuukka              | Petäjä             | Universität Helsinki | Finnland               | Professor | Atmosphere                                                                        |   |   |   |   |   | R      | F |
| Christian           | Pilz               | Leibniz-Institut für Troposphärenforschung (TROPOS)                                                                          | Deutschland            | Doktorand für Aerosolforschung | Atmosphere                                                                        |   |   |   | x |   |        | F |
| Manuela van         | Pinxteren          | Leibniz-Institut für Troposphärenforschung (TROPOS)                                                                          | Deutschland            | Wissenschaftler | Atmosphere, Biogeochemistry, Ecosystem, Sea Ice                                   |   |   |   |   |   | R      | F |
| Roberta             | Pirazzini          | Finnisches Meteorologisches Institut                                                                                         | Finnland               | Wissenschaftler | Atmosphere, Sea Ice                                                               |   |   |   |   | x | R      | F |
| Johannes            | Pliet              | FIELAX GmbH | Deutschland            | Datenmanager | Data                                                                              |   | x |   |   |   |        | F |
| Chris               | Polashenski        | Dartmouth College, USACE CRREL                                                                                               | Vereinigte Staaten     | Forschungsgeophysiker | Sea Ice                                                                           |   |   |   |   |   | R      | F |
| Kerstin             | Pommerencke        | F. Laeisz GmbH | Deutschland            | Krankenschwester, Stewardess |                                                                                   |   | x |   | x |   |        | B |
| Adrián Pérez        | Portero            | Universitat Politècnica de Catalunya                                                                                         | Spanien                | Doktorand |                                                                                   |   |   |   |   |   | R      | F |
| Kevin               | Posman             | Bigelow Laboratory for Ocean Sciences                                                                                        | Vereinigte Staaten     | Wissenschaftler | Atmosphere                                                                        |   | x |   |   | x |        | F |
| Giri                | Prakash            | Atmospheric Radiation Measurement (ARM) Data Center, Oak Ridge National Laboratory                                           | Vereinigte Staaten     | ARM Datenmanager | Atmosphere, Data                                                                  |   |   |   |   |   | R      | F |
| Kerri               | Pratt              | University of Michigan | Vereinigte Staaten     | Assistant Professor | Atmosphere                                                                        |   |   |   |   |   | R      | F |
| Andreas             | Preußer            | Universität Trier, Umweltmeteorologie                                                                                        | Deutschland            | Postdoc | Atmosphere                                                                        | x |   |   |   |   |        | F |
| Pierre              | Priou              | Fisheries and Marine Institute of Memorial University of Newfoundland                                                        | Vereinigte Staaten     | Doktorand | MOSAiC School                                                                     |   |   |   |   |   | EB, R  | F |
| Lauriane            | Quéléver           | Universität Helsinki, Institute for Atmospheric and Earth System Research                                                    | Finnland               | Ko-Koordinator für Subteam, Doktorand | Atmosphere                                                                        | x |   |   |   |   |        | F |
| Benjamin            | Rabe               | Alfred Wegener Institut (AWI)                                                                                                | Deutschland            | Forscher; MOSAiC Ko-Expeditionsleiter Schicht 2; Koordinatorenteam OCEAN und verteilte Netzwerke                                                                                              | Leadership, Ocean                                                                 |   | x |   |   |   |        | F |
| Thomas              | Rackow             | Alfred Wegener Institut (AWI)                                                                                                | Deutschland            | YOPP-Dozent, Koordination der MOSAiC-Schule | Modelling, MOSAiC School                                                          |   |   |   |   |   | EB     | F |
| Martin              | Radenz             | Leibniz-Institut für Troposphärenforschung (TROPOS)                                                                          | Deutschland            | Doktorand Atmosphärenwissenschaften | Atmosphere                                                                        |   |   | x |   |   |        | F |
| Andreas             | Raeke              | Deutscher Wetterdienst | Deutschland            | Wettervorhersage, Techniker | Atmosphere                                                                        |   |   |   | x | x | EB     | F |
| Daniela             | Ransby             | Alfred Wegener Institut (AWI)                                                                                                | Deutschland            | Datenkurator in PANGAEA | Data                                                                              |   |   |   |   |   | R      | F |
| Ian                 | Raphael            | Dartmouth College, Thayer School of Engineering                                                                              | Vereinigte Staaten     | Doktorand | Sea Ice                                                                           | x |   |   | x | x | EB     | F |
| Jean-Christophe     | Raut               | LATMOS - Sorbonne Université                                                                                                 | Frankreich             | Dozent | Modelling                                                                         |   |   |   |   |   | R      | F |
| Julia               | Regnery            | Alfred Wegener Institut (AWI)                                                                                                | Deutschland            | Wissenschaftliches Koordinationsteam ICE und OCEAN | Ocean, Sea Ice                                                                    | x |   |   | x | x |        | F |
| Robert              | Rember             | University of Alaska, Fairbanks                                                                                              | Vereinigte Staaten     | Assistant Professor | Ecosystem, Sea Ice                                                                | x |   |   |   |   |        | F |
| Jian                | Ren                | 2. Meeresforschungsinstitut                                                                                                  | China Volksrepublik    | Forscher | Ecosystem                                                                         |   |   |   |   |   | EB     | F |
| Markus              | Rex                | Alfred Wegener Institut (AWI)                                                                                                | Deutschland            | Expeditionsleiter Schicht 1, Schicht 4, Schicht 6 und Leiter von MOSAiC | Atmosphere, Communications / Outreach, Leadership, Logistics, Modelling           | x |   |   | x | x |        | F |
| Robert              | Ricker             | Alfred Wegener Institut (AWI)                                                                                                | Deutschland            | Fernerkundungswissenschaftler, Postdoc | Remote Sensing, Sea Ice                                                           |   |   | x |   |   |        | F |
| Annette             | Rinke              | Alfred Wegener Institut (AWI)                                                                                                | Deutschland            | Ko-Leiter des MOSAiC-Modellierungsteams, leitender Wissenschaftler | Atmosphere, Biogeochemistry, Leadership, Modelling, Sea Ice                       |   |   | x |   |   |        | F |
| Jan                 | Rohde              | Alfred Wegener Institut (AWI)                                                                                                | Deutschland            | Ingenieur | Sea Ice                                                                           |   |   |   |   | x | EB     | F |
| Sebastian           | Rokitta            | Alfred Wegener Institut (AWI)                                                                                                | Deutschland            | Biogeochemiker | Biogeochemistry, Ecosystem                                                        | x |   |   |   |   |        | F |
| Kai                 | Rosenhagen         | F. Laeisz GmbH | Deutschland            | Kochsmaat |                                                                                   | x |   |   |   |   |        | B |
| Torsten             | Sachs              | Helmholtz-Zentrum Potsdam – Deutsches GeoForschungsZentrum                                                                   | Deutschland            | Projektleiter Helipod und Wissenschaftler im Team BGC | Atmosphere, Biogeochemistry                                                       |   |   | x |   |   |        | F |
| Evgenii             | Salganik           | Technisch-Naturwissenschaftliche Universität Norwegens                                                                       | Norwegen               | Postdoc beim HAVOC-Projekt (Team Ice) | Sea Ice                                                                           |   |   |   | x |   |        | F |
| Natalia Ribeiro     | Santos             | University of Tasmania / IMAS                                                                                                | Australien             | Doktorand an der MOSAiC Sommer Schule | MOSAiC School, Ocean                                                              |   |   |   |   |   | EB     | F |
| Victor              | Santos Fernandez   | Heli Service International                                                                                                   | Deutschland            | Hubschraubermechaniker | Helicopter Support                                                                |   | x |   |   | x |        | F |
| Niklas              | Schaaf             | University Centre in Svalbard                                                                                                | Norwegen               | Eisbärenwächter, Logistik | Logistics, Polar bear guard                                                       |   |   |   |   | x |        | F |
| Fokje               | Schaafsma          | Universität Wageningen, Wageningen Marine Research                                                                           | Niederlande            | Postdoc Meeresbiologie | Ecosystem                                                                         |   |   | x |   |   |        | F |
| Hendrik             | Schaefer           | University of Warwick | Vereinigtes Konigreich | Forscher des NERC-finanzierten Projekts SIMBRICS | Biogeochemistry                                                                   |   |   |   |   |   | R      | F |
| Michael             | Schäfer            | Universität Leipzig, Institut für Meteorologie                                                                               | Deutschland            | Flugzeugbeobachtung Subteam „Wolken und Strahlung“ | Aircraft, Atmosphere                                                              |   |   |   |   |   | FH     | F |
| Janin               | Schaffer           | Alfred Wegener Institut (AWI)                                                                                                | Deutschland            | Postdoc | Ocean                                                                             |   |   | x |   |   |        | F |
| Randy               | Scharien           | University of Victoria, Canada                                                                                               | Kanada                 | Assistant Professor | Remote Sensing, Sea Ice                                                           |   |   |   |   | x |        | F |
| Martin              | Schiller           | Alfred Wegener Institut (AWI)                                                                                                | Deutschland            | Ingenieur | Sea Ice                                                                           | x |   |   |   |   |        | F |
| Katya               | Schloesser         | Cooperative Institute for Research in Environmental Sciences (CIRES), University of Colorado Boulder                         | Vereinigte Staaten     | Lehrplanentwickler | Communications / Outreach                                                         |   |   |   |   |   | R      | F |
| Julia               | Schmale            | Paul Scherrer Institut | Deutschland            | Forscher | Atmosphere                                                                        |   |   | x |   |   |        | F |
| Katrin              | Schmidt            | University of Plymouth/ UK                                                                                                   | Vereinigtes Konigreich | Wissenschaftler | Ecosystem                                                                         |   |   |   |   | x |        | F |
| Laura               | Schmidt            | AlpArctica | Deutschland            | Sicherheit und Logistik | Logistics, Polar bear guard                                                       |   |   |   | x |   |        | F |
| Martin              | Schneebeli         | WSL-Institut für Schnee- und Lawinenforschung                                                                                | Schweiz                | Wissenschaftler | Data, Sea Ice                                                                     |   | x |   |   |   |        | F |
| Thea                | Schneider          | Universität Potsdam | Deutschland            | Teilnehmer der MOSAiC-Schule: Student | MOSAiC School, Sea Ice                                                            |   |   |   |   |   | EB     | F |
| Sven                | Schnieder          | F. Laeisz GmbH | Deutschland            | Chefkoch |                                                                                   |   | x |   | x |   |        | B |
| Carl Martin         | Schonning          | UNIS | Norwegen               | Eisbärenwächter | Polar bear guard                                                                  |   | x |   |   |   | EB     | F |
| Ingo                | Schuffenhauer      | Leibniz-Institut für Ostseeforschung                                                                                         | Deutschland            | Ingenieur in der Instrumentengruppe | Ocean                                                                             |   |   |   | x |   |        | F |
| Alexander           | Schulz             | Alfred Wegener Institut (AWI)                                                                                                | Deutschland            | Messungen der mobilen Wirbel-Kovarianz (MEC) und der verteilten Temperaturerfassung (DTS) | Atmosphere                                                                        |   |   |   | x | x |        | F |
| Kirstin             | Schulz             | Alfred Wegener Institut (AWI)                                                                                                | Deutschland            | Postdoc | Ocean                                                                             |   |   |   | x |   |        | F |
| Stefan              | Schwarze           | F. Laeisz GmbH | Deutschland            | Kapitän |                                                                                   | x | x | x |   |   |        | B |
| Benjamin            | Segger             | Alfred Wegener Institut (AWI)                                                                                                | Deutschland            | Wissenschaftler | Atmosphere                                                                        |   |   |   |   | x |        | F |
| Maximilian          | Semmling           | Helmholtz-Zentrum Potsdam – Deutsches GeoForschungsZentrum                                                                   | Deutschland            | Leitender Wissenschaftler im GFZ-Reflektometrie-Experiment | Atmosphere, Remote Sensing, Sea Ice                                               |   |   |   |   |   | R      | F |
| Egor                | Shimanchuk         | Arktisches und Antarktisches Forschungsinstitut (AARI)                                                                       | Russland               | Teilnehmer | Sea Ice                                                                           | x | x |   | x | x |        | F |
| Evgenii             | Shimanchuk         | Arktisches und Antarktisches Forschungsinstitut (AARI)                                                                       | Russland               | Teilnehmer |                                                                                   |   |   |   |   |   |        | F |
| Katyanne            | Shoemaker          | University of Rhode Island                                                                                                   | Vereinigte Staaten     | Postdoc | Ecosystem                                                                         |   |   |   | x |   |        | F |
| Matthew             | Shupe              | Cooperative Institute for Research in Environmental Sciences (CIRES), University of Colorado and NOAA                        | Vereinigte Staaten     | Ko-Koordinator von MOSAiC | Atmosphere, Communications / Outreach, Data, Leadership, Ko-Lead                  | x |   |   | x |   |        | F |
| Suman               | Singha             | Deutsches Zentrum für Luft- und Raumfahrt (DLR)                                                                              | Deutschland            | Forscher | Remote Sensing, Sea Ice                                                           |   |   |   |   |   | R      | F |
| Lars H.             | Smedsrud           | Universität Bergen & Bjerknes Centre                                                                                         | Norwegen               | | Modelling, Ocean, Sea Ice                                                         |   |   |   |   |   | R      | F |
| Madison             | Smith              | University of Washington | Vereinigte Staaten     | Postdoc | Sea Ice                                                                           |   |   |   | x |   |        | F |
| Pauline             | Snoeijs-Leijonmalm | Universität Stockholm | Schweden               | | Ecosystem                                                                         | x |   |   |   |   | EB     | F |
| Amy                 | Solomon            | University of Colorado, National Oceanic and Atmospheric Administration (NOAA), ESRL                                         | Vereinigte Staaten     | Prognosekoordinator, Prognosezahler, Prozessmodellierung | Atmosphere, Modelling                                                             |   |   |   |   |   | R      | F |
| Anja                | Sommerfeld         | Alfred Wegener Institut (AWI)                                                                                                | Deutschland            | MOSAiC Projektmanager, Atmospheren Wissenschaftler | Atmosphere, Leadership                                                            |   | x |   |   |   |        | F |
| Susanne             | Spahic´            | Alfred Wegener Institut (AWI)                                                                                                | Deutschland            | Techniker | Ecosystem                                                                         |   |   | x |   |   |        | F |
| Gunnar              | Spreen             | Universität Bremen | Deutschland            | Forscher, Gruppenleiter | Leadership, Remote Sensing, Sea Ice                                               | x |   |   |   | x |        | F |
| Tim                 | Stanton            | Naval Postgraduate School (NPS) and Moss Landing Marine Laboratories (MLML)                                                  | Vereinigte Staaten     | Forscher für turbulente Wechselwirkungen zwischen Ozean und Eis | Atmosphere, Ocean, Sea Ice                                                        |   |   |   |   |   | EB     | F |
| Jacqueline          | Stefels            | University of Groningen | Niederlande            | Forscher, Teamleiter von BGC Schicht 3 | Biogeochemistry, Ecosystem                                                        |   |   | x |   |   |        | F |
| Dave                | Stenssen           | Heli Service International                                                                                                   | Deutschland            | Hubschrauberingenieur | Helicopter Support                                                                | x |   |   | x |   |        | F |
| Olaf                | Stenzel            | Alfred Wegener Institut (AWI)                                                                                                | Deutschland            | Waffenoffizier, Eisbärenwächter | Logistics, Polar bear guard                                                       | x |   |   |   |   |        | F |
| Thomas              | Sterbenz           | Alfred Wegener Institut (AWI)                                                                                                | Deutschland            | Technischer Ingenieur für Arbeiten am Meereis und Fahrer für die Pisten Bullys |                                                                                   | x |   | x |   |   |        | B |
| Sonja               | Stöckle            | Deutscher Wetterdienst | Deutschland            | Wettervorhersage | Atmosphere                                                                        |   |   |   |   | x |        | F |
| Julienne            | Stroeve            | University College London, University of Manitoba, NSIDC                                                                     | Vereinigtes Konigreich | | Remote Sensing, Sea Ice                                                           |   | x |   |   |   |        | F |
| Natalia             | Sukhikh            | Universität Bremen | Deutschland            | Wissenschaftler | Ocean                                                                             |   |   | x |   |   |        | F |
| Tereza              | Svecova            | No institution |                        | Eisbärenwächter | Polar bear guard                                                                  |   |   |   | x |   |        | F |
| Anders              | Svensson           | Sveriges Lantbruksuniversitet                                                                                                | Schweden               | Hydroakustik, Fischbiologe | Ecosystem                                                                         | x |   |   |   |   |        | F |
| Aikaterini          | Tavri              | University of Victoria, Canada                                                                                               | Kanada                 | Doktorand | Remote Sensing, Sea Ice                                                           |   |   |   | x |   |        | F |
| Uwe                 | Teichert           | F. Laeisz GmbH | Deutschland            | Schiffsingenieur |                                                                                   | x |   | x |   | x |        | B |
| Jonathan            | Teuchert           | Freelancer | Deutschland            | Eisbärenwächter, Logistik | Logistics, Polar bear guard                                                       |   |   |   |   | x |        | F |
| Roseline            | Thakur             | Universität Helsinki, Institute for Atmospheric and Earth System Research                                                    | Finnland               | Postdoc | Atmosphere                                                                        |   |   |   |   |   | R      | F |
| Linda               | Thielke            | Universität Bremen, Institut für Umweltphysik                                                                                | Deutschland            | Forscher | Remote Sensing, Sea Ice                                                           |   |   |   |   | x |        | F |
| Sandra              | Tippenhauer        | Alfred Wegener Institut (AWI)                                                                                                | Deutschland            | Wissenschaftler | Ocean                                                                             |   |   |   | x |   | R      | F |
| Rasmus              | Tonboe             | Danmarks Meteorologiske Institut                                                                                             | Danemark               | Wissenschaftler | Remote Sensing, Sea Ice                                                           |   | x |   |   |   |        | F |
| Pedro De La         | Torre              | Technisch-Naturwissenschaftliche Universität Norwegens                                                                       | Norwegen               | Bojen-Ingenieur | Ecosystem, Sea Ice                                                                |   |   |   |   |   | R      | F |
| Sinhué              | Torres-Valdés      | Alfred Wegener Institut (AWI)                                                                                                | Deutschland            | Leitender Wissenschaftler (Chemische Ozeanographie) | Ecosystem                                                                         |   | x |   |   |   |        | F |
| Anders              | Torstensson        | Universität Uppsala | Schweden               | Postdoc | Ecosystem                                                                         |   |   | x |   |   |        | F |
| Takenobu            | Toyota             | Hokkaido University | Japan                  | Forscher | Remote Sensing, Sea Ice                                                           |   |   |   |   |   | R      | F |
| Michel              | Tsamados           | University College London | Vereinigtes Konigreich | Dozent | Modelling, MOSAiC School, Remote Sensing, Sea Ice                                 | x |   |   |   |   | EB     | F |
| Heidi               | Turpeinen          | FIELAX GmbH | Deutschland            | Datenmanager | Data                                                                              |   | x | x |   |   |        | F |
| Janek               | Uin                | Brookhaven National Laboratory                                                                                               | Vereinigte Staaten     | Verantwortlicher für die DOE ARM Instrumente | Atmosphere                                                                        |   |   |   |   |   | EB     | F |
| Adam                | Ulfsbo             | Universität Göteborg | Schweden               | Forscher | Ecosystem                                                                         |   |   | x |   |   |        | F |
| Taneil              | Uttal              | National Oceanic and Atmospheric Administration (NOAA)                                                                       | Vereinigte Staaten     | Atmosphere Team Koordinator auf Schicht 2 (vielleicht Schicht 5). YOPP-Verbindung. Federal Forscher für das Kommunikationsprojekt                                                             | Atmosphere                                                                        |   | x |   |   |   |        | F |
| Klaus               | Valentin           | Alfred Wegener Institut (AWI)                                                                                                | Deutschland            | Wissenschaftler | Ecosystem                                                                         | x | x |   |   |   | R      | F |
| Igor                | Vasilevich         | Arktisches und Antarktisches Forschungsinstitut (AARI)                                                                       | Russland               | Ingenieur | MOSAiC School                                                                     |   |   |   |   |   | EB     | F |
| Maria Josefa        | Verdugo            | Alfred Wegener Institut (AWI)                                                                                                | Deutschland            | Doktorand | Biogeochemistry                                                                   | x |   |   |   |   |        | F |
| Maria               | Vernet             | Scripps Institution of Oceanography                                                                                          | Vereinigte Staaten     | Forschung Ozeanograph | Ecosystem, Modelling                                                              |   |   |   |   |   | R      | F |
| Juarez              | Viegas             | Atmospheric Radiation Measurement (ARM) Climate Research Facility                                                            | Vereinigte Staaten     | ARM Techniker | Atmosphere                                                                        | x |   |   | x | x |        | F |
| Timo                | Vihma              | Finnisches Meteorologisches Institut                                                                                         | Finnland               | Forschungsprofessor, Leiter der Abteilung Meteorologische Forschung am FMI | Atmosphere, Modelling, Sea Ice                                                    |   |   |   |   |   | FH     | F |
| Ronald              | Visser             | Freelancer |                        | Eisbärenwächter, Logistik | Logistics, Polar bear guard                                                       |   |   | x |   |   |        | F |
| Christiane          | Voigt              | Deutsches Zentrum für Luft- und Raumfahrt (DLR)                                                                              | Deutschland            | Hauptforscher Physik der Wolken in AWI Mosaic Flugzeugen | Aircraft, Atmosphere                                                              |   |   |   |   |   | FH     | F |
| Ingo                | Volgger            | Heli Service International                                                                                                   | Deutschland            | Hubschrauberpilot (FaB, 1. Pilot) | Helicopter Support, Logistics                                                     | x |   |   |   | x |        | F |
| Christoph           | Völker             | Alfred Wegener Institut (AWI)                                                                                                | Deutschland            | Wissenschaftler | Biogeochemistry                                                                   |   |   |   |   |   | R      | F |
| David               | Wagner             | WSL-Institut für Schnee- und Lawinenforschung                                                                                | Schweiz                | Wissenschaftler, Doktorand | Sea Ice                                                                           | x |   |   |   |   |        | F |
| Hangzhou            | Wang               | Zhejiang-Universität | China Volksrepublik    | Meereis | Sea Ice                                                                           | x |   |   |   |   |        | F |
| Daniel              | Watkins            | Oregon State University | Vereinigte Staaten     | Wissenschaftler | Sea Ice                                                                           |   |   |   |   |   | EB     | F |
| Alison              | Webb               | University of Warwick | Vereinigtes Konigreich | Postdoc | Biogeochemistry, Ecosystem                                                        |   |   |   |   | x |        | F |
| Melinda             | Webster            | University of Alaska Fairbanks                                                                                               | Vereinigte Staaten     | Assistant Professor | Sea Ice                                                                           |   |   |   | x |   |        | F |
| Birgit              | Wehner             | Leibniz-Institut für Troposphärenforschung (TROPOS)                                                                          | Deutschland            | | Atmosphere                                                                        |   |   |   |   |   | R      | F |
| Douglas             | Weibel             | University of Colorado | Vereinigte Staaten     | | Atmosphere, Sea Ice                                                               |   |   |   |   |   | R      | F |
| Katharina           | Weiss-Tuider       | Alfred Wegener Institut (AWI)                                                                                                | Deutschland            | Kommunikationsmanager | Communications / Outreach, Leadership                                             |   |   |   |   |   | EB, FH | F |
| Jeffrey             | Welker             | University of Alaska Anchorage, UArctic & University of Oulu                                                                 | Vereinigte Staaten     | UArctic Research Chair, Professor für Arktisökologie und Biogeochemie | Atmosphere, Biogeochemistry, Ecosystem, Modelling, Ocean, Remote Sensing, Sea Ice |   |   |   |   |   | R      | F |
| Manfred             | Wendisch           | Universität Leipzig, Institut für Meteorologie                                                                               | Deutschland            | Universitätsprofessor | Atmosphere, Leadership                                                            |   |   |   |   |   | FH     | F |
| Julia               | Wenzel             | Deutscher Wetterdienst | Deutschland            | Meteorologe |                                                                                   |   | x |   |   | x |        | F |
| Martin              | Werner             | Alfred Wegener Institut (AWI)                                                                                                | Deutschland            | Forscher | Atmosphere                                                                        |   |   |   |   |   | R      | F |
| Andreas             | Winter             | F. Laeisz GmbH | Deutschland            | Systemadministrator |                                                                                   |   | x | x |   | x |        | B |
| Laura               | Wischnewski        | Alfred Wegener Institut (AWI)                                                                                                | Deutschland            | Techniker | Ecosystem                                                                         |   |   | x |   |   |        | F |
| Dieter              | Wolf-Gladrow       | Alfred Wegener Institut (AWI)                                                                                                | Deutschland            | Expeditionsleiter Schicht 5, Abteilungsleiter Polarbiologische Ozeanographie | Ocean                                                                             |   |   |   |   |   | R      | F |
| Thomas              | Wunderlich         | F. Laeisz GmbH | Deutschland            | Kapitän |                                                                                   |   |   |   | x | x |        | B |
| John                | Yackel             | University of Calgary | Kanada                 | | Remote Sensing, Sea Ice                                                           |   |   |   |   |   | R      | F |
| Xin                 | Yang               | British Antarctic Survey | Vereinigtes Konigreich | Forscher des NERC-finanzierten MOSAiC-Projekts zu SSAASI-CLIM | Atmosphere, Modelling                                                             |   |   |   |   |   | R      | F |
| Maren               | Zahn               | F. Laeisz GmbH | Deutschland            | kochen, backen |                                                                                   | x |   |   |   |   |        | B |
| Marco               | Zanatta            | Alfred Wegener Institut (AWI)                                                                                                | Deutschland            | Wissenschaftler | Atmosphere                                                                        |   |   |   |   |   | R      | F |
| Sebastian           | Zeppenfeld         | Leibniz-Institut für Troposphärenforschung (TROPOS)                                                                          | Deutschland            | Forscher | Atmosphere, Biogeochemistry, Ecosystem, Ocean, Sea Ice                            |   |   |   |   | x |        | F |
| Yanpei              | Zhuang             | 2. Meeresforschungsinstitut                                                                                                  | China Volksrepublik    | Forscher | Ecosystem                                                                         |   |   |   |   | x |        | F |
| Carsten             | Zillgen            | Heli Service International                                                                                                   | Deutschland            | Hubschrauberpilot (FaB, 1. Pilot) | Helicopter Support, Logistics                                                     | x |   |   |   | x |        | F |
| Julika              | Zinke              | Universität Stockholm, Department of Environmental Science and Analytical Chemistry (ACES)                                   | Schweden               | Doktorand | MOSAiC School                                                                     |   |   |   |   |   | EB     | F |
| Christian           | Zoelly             | Norsk Polarinstitutt | Norwegen               | Sicherheitspersonal, Techniker | Logistics                                                                         |   |   |   |   |   | EB     | F |

Abkürzungen im Tabellenaufbau:
- L = Land
- 1, 2 … 5 bezieht sich auf die Schichten (Leg) I bis V, sie begannen am 20. September 2019, 13. Dezember 2019, 28. Februar 2020, 8. Juni 2020 (wegen der COVID-19-Pandemie verspätet), 9. August 2020[3]
- In Spalte ST wird die sonstige Teilnahmeart beschrieben:
  - EB = Eisbrecher Akademik Federov
  - FH = Flugzeug und Hubschrauber
  - R = Remote, d. h. Teilnahme aus der Ferne
  - V = Vorbereitung der Expedition
- In Spalte S ist unterschieden nach
  - B = Schiffsbesatzung
  - F = Forscher und sonstige an der Forschungsexpedition beteiligte Personen

### Abkürzungen in der Tabelle
| Abk.     | Originalsprache                                                                                  | Deutsch |
| -------- | ------------------------------------------------------------------------------------------------ | --- |
| AARI     | Arktisches und Antarktisches Forschungsinstitut                                                  | Arktisches und Antarktisches Forschungsinstitut                                                             |
| ACES     | Department of Environmental Science and Analytical Chemistry                                     | Institut für Umweltwissenschaften und Analytische Chemie                                                    |
| ARM      | Atmospheric Radiation Measurement                                                                | Messung der atmosphärischen Strahlung                                                                       |
| AS       | Aksjeselskap                                                                                     | Aktiengesellschaft                                                                                          |
| AWI      | Alfred-Wegener-Institut                                                                          | Alfred-Wegener-Institut                                                                                     |
| BEC      | Barcelona Expert Center                                                                          | Expertenzentrum Barcelona                                                                                   |
| BGC      | Biogeochemistry                                                                                  | Biogeochemie                                                                                                |
| CIRES    | Cooperative Institute for Research in Environmental Sciences                                     | Genossenschaftliches Institut für umweltwissenschaftliche Forschung                                         |
| CLIM     | climate impacts                                                                                  | Klimaauswirkungen                                                                                           |
| CNR      | Consiglio Nazionale delle Ricerche                                                               | Nationaler Forschungs Rat                                                                                   |
| CNRS     | Centre national de la recherche scientifique                                                     | Nationales Zentrum für wissenschaftliche Forschung                                                          |
| CRREL    | Cold Regions Research and Engineering Laboratory                                                 | Erforschung von kalten Regionen und Techniklabor                                                            |
| CSIC     | Consejo Superior de Investigaciones Científicas                                                  | Oberster Rat für wissenschaftliche Untersuchungen                                                           |
| CTE      | Ciències i Tecnologies de L’Edificació                                                           | Bauwissenschaften und Technologien                                                                          |
| DLR      | Deutsches Zentrum für Luft- und Raumfahrt                                                        | Deutsches Zentrum für Luft- und Raumfahrt                                                                   |
| DOE      | Department of Energy                                                                             | Energieministerium der Vereinigten Staaten                                                                  |
| DTS      | Distributed Temperature Sensing                                                                  | Verteilte Temperaturerfassung                                                                               |
| ELO      | Electronic Laboratory                                                                            | Elektronik-Labor                                                                                            |
| ERDC     | Engineer Research and Development Center                                                         | Forschungs- und Entwicklungszentrum für Ingenieure                                                          |
| ESA      | Europäische Weltraumorganisation                                                                 | Europäische Weltraumorganisation                                                                            |
| ESRL     | Earth System Research Laboratory                                                                 | Forschungslabor für Erdsysteme                                                                              |
| ETH      | Eidgenössische Technische Hochschule                                                             | Eidgenössische Technische Hochschule                                                                        |
| FMI      | Finnish Meteorological Institute                                                                 | Finnisches Meteorologisches Institut                                                                        |
| GmbH     | Gesellschaft mit beschränkter Haftung                                                            | Gesellschaft mit beschränkter Haftung                                                                       |
| GNSS-R   | Global Navigation Satellite System und Reflectometry                                             | Globales Navigationssatellitensystem und Reflektometrie                                                     |
| HAVOC    | Ridges - Safe HAVens for ice-associated Flora and Fauna in a Seasonally ice-covered Arctic Ocean | Eisgrate - Sichere Häfen für eisassoziierte Flora und Fauna in einem saisonal eisbedeckten Arktischen Ozean |
| ICE      | Institut de Ciències de L'Espai                                                                  | Institut für Weltraumwissenschaften                                                                         |
| ICM      | Institut de Ciències del Mar                                                                     | Institut für Meereskunde                                                                                    |
| IEEC     | Institut d'Estudis Espacials de Catalunya                                                        | Institut für Weltraumforschung von Katalonien                                                               |
| IFAC     | Istituto Fisica Applicata                                                                        | Institut für angewandte Physik                                                                              |
| IMAS     | Institute for Marine and Antarctic Studies                                                       | Institut für Meeres- und Antarktisforschung                                                                 |
| INSTAAR  | Institute of Arctic and Alpine Research                                                          | Institut für Arktis- und Alpenforschung                                                                     |
| LaMP     | Laboratoire de Météorologie Physique                                                             | Labor für Physikalische Meteorologie                                                                        |
| LATMOS   | Laboratoire Atmosphères, Milieux, Observations Spatiales                                         | Labor für Atmosphäre, Umwelt und Weltraumbeobachtung                                                        |
| LOCEAN   | Laboratoire d'Océanographie et du Climat                                                         | Ozeanographie und Klimalabor                                                                                |
| MEC      | Mobile Eddy Covariance                                                                           | |
| MIRAC    | microwave radiometer                                                                             | Mikrowellenradiometer                                                                                       |
| MNR      | 中华人民共和国自然资源部                                                                         | Ministerium für natürliche Ressourcen der Volksrepublik China                                               |
| MOSAiC   | Multidisciplinary drifting Observatory for the Study of Arctic Climate                           | Multidiziplinäres Driftobservatorium zur Untersuchung des Arktisklimas                                      |
| NCAS     | National Centre for Atmospheric Science                                                          | Nationales Zentrum für Atmosphärenforschung                                                                 |
| NERC     | Natural Environment Research Council                                                             | Forschungsrat für natürliche Umwelt                                                                         |
| NOAA     | National Oceanic and Atmospheric Administration                                                  | Nationale Ozean- und Atmosphärenbehörde                                                                     |
| NORCE    | Norwegian Research Centre                                                                        | Norwegisches Forschungszentrum                                                                              |
| NSF      | National Science Foundation                                                                      | Nationale Wissenschaftsstiftung                                                                             |
| NSIDC    | National Snow and Ice Data Center                                                                | Nationales Schnee- und Eisdatenzentrum                                                                      |
| PANGAEA  | PANGAEA – Data Publisher for Earth & Environmental Science                                       | digitales Bibliothekssystem für Daten aus der Erdsystemforschung und den Umweltwissenschaften               |
| PhD      | Doctor of Philosophy                                                                             | Doktorgrad in englischsprachigen Ländern, der meistens die Lehrberechtigung enthält                         |
| PSD      | Physical Sciences Division                                                                       | Abteilung für Physikalische Wissenschaften                                                                  |
| PSTG     | Polar Space Task Group                                                                           | Gruppe für Aufgaben im Polarraum                                                                            |
| PYCARO   | P(Y) and C/A ReflectOmeter                                                                       | GNSS-Reflektometer auf dem katalonischen Satelliten 3Cat-2 (cube-cat-two)                                   |
| ROV      | Remotely Operated Vehicle                                                                        | Unterwasser-Tauchroboter                                                                                    |
| SIMbRICS | Sea Ice Microbiology and the Role In Cycling of Sulfur                                           | Meereismikrobiologie und die Rolle beim Schwefelkreislauf                                                   |
| SLF      | Schnee- und Lawinenforschung                                                                     | Schnee- und Lawinenforschung                                                                                |
| SSAASI   | Sea Salt Aerosol above Arctic Sea Ice                                                            | Meersalz-Aerosole über dem arktischen Meereis                                                               |
| TROPOS   | Leibniz-Institut für Troposphärenforschung                                                       | Leibniz-Institut für Troposphärenforschung                                                                  |
| TSC      | Departament de Teoria del Senyal i Comunicacions                                                 | Abteilung für Signaltheorie und Kommunikation                                                               |
| UCA      | Université Clermont-Auvergne                                                                     | Universität Clermont-Auvergne                                                                               |
| UiT      | Universität Tromsø                                                                               | Universität Tromsø                                                                                          |
| UK       | United Kingdom                                                                                   | Vereinigtes Königreich                                                                                      |
| UPC      | Universitat Politècnica de Catalunya                                                             | Polytechnische Universität von Katalonien                                                                   |
| USACE    | United States Army Corps of Engineers                                                            | Korps der Ingenieure der US-Armee                                                                           |
| WHOI     | Woods Hole Oceanographic Institution                                                             | ozeanographisches Forschungsinstitut in Woods Hole                                                          |
| WMO      | World Meteorological Organization                                                                | Weltorganisation für Meteorologie                                                                           |
| WSL      | Wald, Schnee und Landschaft                                                                      | Wald, Schnee und Landschaft                                                                                 |
| YOPP     | Year of Polar Prediction                                                                         | Jahr der polaren Vorhersage                                                                                 |